# SAKANAQUARIUM2024 "turn"
『SAKANAQUARIUM2024 "turn"』（サカナクアリウム2024 "ターン"）は、日本のロックバンド・サカナクションが2024年に開催したライブツアー、および2024年11月29日に公開された映画、および2025年3月26日に発売された映像作品。

## 概要
2022年7月にボーカル・山口一郎が休養を発表して以降、バンドとしては約2年間の活動休止期間を経てのツアーとなっており、バンド、ひいては山口の「復活」を強調する宣伝や演出が多く取り入れられた。
また、山口が活動を休止していた理由が「うつ病」によるものであったこともツアーの情報と同時期に公表されたため、病気を抱えながら活動を再開した山口の動向について、テレビ番組による取材やWebメディアによる特集などが組まれている。

## 日程
| 公演日 | 公演日  | 公演日 | 都市           | 会場                                    |
| 年     | 月日    | 曜日   | 都市           | 会場                                    |
| ------ | ------- | ------ | -------------- | --------------------------------------- |
| 2024年 | 4月20日 | 土曜   | 千葉県千葉市   | 幕張メッセ 国際展示場9-11ホール         |
| 2024年 | 4月21日 | 日曜   | 千葉県千葉市   | 幕張メッセ 国際展示場9-11ホール         |
| 2024年 | 5月2日  | 木曜   | 福岡県福岡市   | マリンメッセ福岡A館                     |
| 2024年 | 5月3日  | 金曜   | 福岡県福岡市   | マリンメッセ福岡A館                     |
| 2024年 | 5月18日 | 土曜   | 宮城県仙台市   | ゼビオアリーナ仙台                      |
| 2024年 | 5月19日 | 日曜   | 宮城県仙台市   | ゼビオアリーナ仙台                      |
| 2024年 | 5月24日 | 金曜   | 北海道札幌市   | 北海道立総合体育センター 北海きたえーる |
| 2024年 | 5月28日 | 火曜   | 大阪府大阪市   | 大阪城ホール                            |
| 2024年 | 5月29日 | 水曜   | 大阪府大阪市   | 大阪城ホール                            |
| 2024年 | 6月15日 | 土曜   | 愛知県名古屋市 | ポートメッセなごや 第3展示館            |
| 2024年 | 6月16日 | 日曜   | 愛知県名古屋市 | ポートメッセなごや 第3展示館            |
| 2024年 | 6月29日 | 土曜   | 広島県広島市   | サンプラザホール                        |
| 2024年 | 6月30日 | 日曜   | 広島県広島市   | サンプラザホール                        |
| 2024年 | 7月9日  | 火曜   | 神奈川県横浜市 | ぴあアリーナMM                          |
| 2024年 | 7月10日 | 水曜   | 神奈川県横浜市 | ぴあアリーナMM                          |

## 背景

### 山口の活動休止から再始動の宣言まで
2022年7月1日、サカナクションは、ボーカル・山口一郎が体調不良を理由に休養することを発表した。この時の発表では、山口の具体的な病名についての明記はなかったが、のちにうつ病によるものであったことを公表している。
休養を発表した後、2022年に予定されていたワンマンツアー「SAKANAQUARIUM アダプト NAKED」は、中止となり、出演を予定していたイベントについても、出演キャンセル、または一部メンバーのみで出演するなどの対応がとられた。
休養を発表した1年後の2023年7月3日、バンドの再始動に向けた一作という位置づけで、コンピレーション・アルバム『懐かしい月は新しい月 Vol. 2 〜Rearrange & Remix works〜』のリリースとそのリリースツアー「懐かしい月は新しい月 "蜃気楼"」の開催が発表された。本ツアーは、山口が単独でパフォーマンスを行うというもので、体調不良であった山口の復帰に向けたリハビリという位置づけで開催された。
2023年10月19日から開始した本ツアーは、予定されていた全ての公演が予定通り実施された。2024年1月14日、本ツアーの千秋楽・東京ガーデンシアターでの公演で、山口は自身がうつ病に罹患していることを、ステージ上で観客に向けて初めて直接公言した。
その後、最後の曲目として、バンドのメンバー全員が登場し、バンド形態による「新宝島」の演奏がサプライズで披露されたのち、山口、およびバンドの「完全復活」を謳う新たなツアー「SAKANAQUARIUM2024 "turn"」の開催が発表された。

### 「新しいサカナクション」というテーマの標榜
本ツアーは、完全復活を告げることをコンセプトとしたツアーであるものの、山口がうつ病から寛解したことを宣言する訳ではなく、うつ病を抱えながら臨むツアーであることを語っている。NHKスペシャルの取材で、山口はうつ病を患う前の自分に戻ることを目標とするのではなく、うつ病ありきで生きることを前提として制作活動を続けていくと語った。
| 「                                                                                     | 昔の自分に戻ろう戻ろうと、そのためにはどうしたらいいのかってずっと考えていたんですけど、新しくなればいいんだって。自分が新しくなっていって、そこで生まれた音楽を自分で愛せればいいかな。 | 」 |
| —山口一郎（NHKスペシャル 山口一郎 "うつ"と生きる 〜サカナクション 復活への日々〜より） | |    |

本番組を含むいくつかのインタビューでは「新しいサカナクション」という言葉が登場しており、以前のバンドを再現することを目標としているわけではないことを強調している。
ツアーの開催期間中に山口の体調が再び落ち込むことがあったものの、前回の「懐かしい月は新しい月 "蜃気楼"」と同様、本ツアーは追加公演を含めた全15公演が予定通り開催された。ファイナル公演のMCで、山口は今後の活動に関する展望についても触れ、活動20周年の時期を目処に、ドームでのライブを行いたいと観客の前で宣言した。

## プロモーションとマーケティング

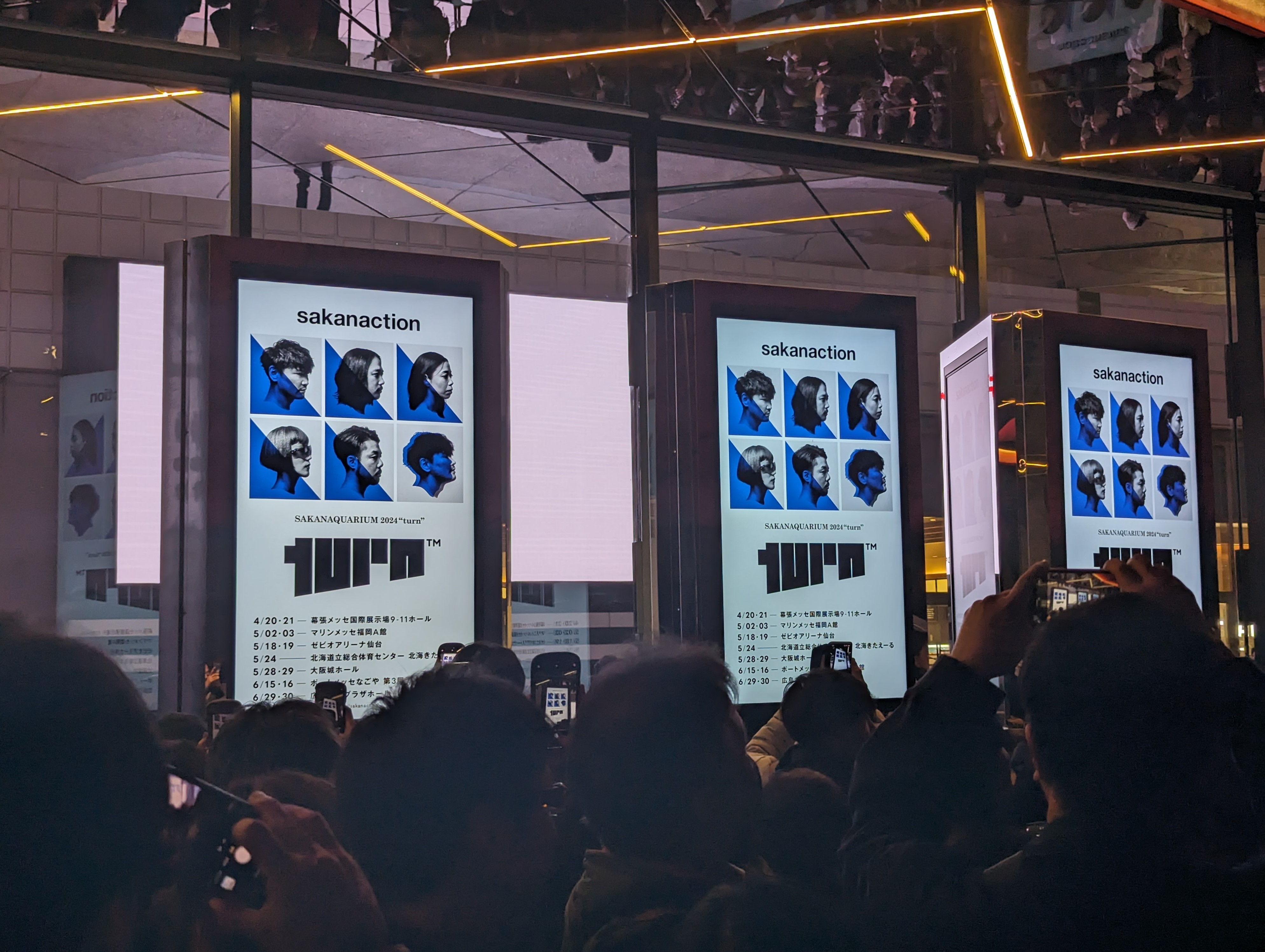
東京ガーデンシアターにて

本ツアーの情報は、2024年1月14日に開催された「懐かしい月は新しい月 "蜃気楼"」ファイナル公演・東京ガーデンシアターでの公演で解禁された。3月18日には、2021年から2022年にかけて開催された「SAKANAQUARIUM アダプト TOUR」以来となるサンテFXの協賛が発表されたほか、ぴあアリーナMMでの追加公演も合わせて発表された。
4月4日、バンテリンドーム ナゴヤにて開催されたプロ野球・中日対巨人戦の始球式に山口が登場した。本イベントに際したツアーの大々的な宣伝は行われていないものの、あわせて実施されたインタビューにおいて、活動休止中の心境や、本ツアーに向けた意気込みなどについて語っている。
6月15日には、ぴあアリーナMMでの追加公演が生中継されることが発表された。7月1日には、公演を配信することがアナウンスされていたABEMAから、本ツアーのドキュメンタリー映像が公開された。
7月8日より、ぴあアリーナMMでの追加公演の開催を記念して、オンラインくじプラットフォーム「くじプラ」にて、グッズが当たるオンラインくじが開催された。

## 演出
本ツアーの総合演出は、田中裕介が担当している。本ツアーは、ほぼ全ての会場で2日ずつ開催されており、各日で一部の曲を差し替えた2通りのセットリストで構成された。具体的な曲目は、バンドが所属するビクターエンタテインメントが、各種ストリーミング配信サイトでのプレイリストという形で発表している。
ライブの多くの曲目で、演出映像が制作されており「陽炎」「ショック!」などの楽曲では、これまでにバンドが制作したミュージックビデオの出演者なども登場した。
また、音響面では、バンド独自のシステム「SPEAKER +」が導入された。「音響的な死角を減らす」ことを目的としている本システムは、2021年から2022年に開催された「SAKANAQUARIUM アダプト TOUR」にて初めて導入されて以来、2度目の採用となっている。こうした演出を行う意図について、PAエンジニアの佐々木幸生は「後方で観ていても疎外感を感じないようにすることが狙いの一つである」としている。

## 配信
ツアーの追加公演であるぴあアリーナMMでの公演が、各種サイトで生配信された。公演は2日にわたって開催されたが、初日9日の公演は、バンドのファンクラブ「NF member」会員限定で、2日目の公演は一般公開で配信された。

## 劇場映画
2024年11月29日には、本ツアーのファイナル公演の模様を収録した映画が公開された。映画の公開は、10月1日に解禁され、配給元のライブ・ビューイング・ジャパンの公式YouTubeチャンネルからは、特報映像が公開された。
今作は、音響面で2種類の上映方式が採用されており、5.1chサラウンド版とドルビーアトモス版が採用されている。また、観客の鑑賞スタイルについても「ライブ鑑賞デー」と「シネマ鑑賞デー」の2種類が設定され、「ライブ鑑賞デー」の上映では、声出しや立ち上がっての鑑賞も認められた。公開日の11月29日には、舞台挨拶が行われ、全国の映画館で生中継された。

## 映像作品
本ツアーのぴあアリーナMM公演の模様を収録した映像作品が、ツアータイトル、および映画と同じタイトルの「SAKANAQUARIUM2024 "turn"」として、2025年3月26日にリリースされた。
本作は、通常盤（Blu-ray・DVD）の他に、完全生産限定盤（Blu-ray・DVD）、および完全生産限定盤にライブ音源を収録したCDと特典グッズが同梱された「NF member 完全生産限定セット」が、ファンクラブ限定で発売された。このうち、Blu-rayに収録された音声には、通常のステレオに加えて、映画と同様にドルビーアトモスが採用されている。映像作品のプロダクトデザインは、田中裕介が担当している。
| #   | タイトル                                             | 作詞 | 作曲・編曲 |
| --- | ---------------------------------------------------- | ---- | ---------- |
| 1.  | 「Ame(B)」                                           |      |            |
| 2.  | 「陽炎」                                             |      |            |
| 3.  | 「アイデンティティ」                                 |      |            |
| 4.  | 「ルーキー」                                         |      |            |
| 5.  | 「Aoi」                                              |      |            |
| 6.  | 「プラトー」                                         |      |            |
| 7.  | 「ユリイカ」                                         |      |            |
| 8.  | 「流線」                                             |      |            |
| 9.  | 「ナイロンの糸」                                     |      |            |
| 10. | 「ネプトゥーヌス」                                   |      |            |
| 11. | 「ボイル」                                           |      |            |
| 12. | 「ホーリーダンス」                                   |      |            |
| 13. | 「『バッハの旋律を夜に聴いたせいです。』Remix 2024」 |      |            |
| 14. | 「ネイティブダンサー Remix 2024」                    |      |            |
| 15. | 「ミュージック」                                     |      |            |
| 16. | 「ショック!」                                        |      |            |
| 17. | 「モス」                                             |      |            |
| 18. | 「新宝島」                                           |      |            |
| 19. | 「忘れられないの」                                   |      |            |
| 20. | 「夜の踊り子」                                       |      |            |
| 21. | 「白波トップウォーター」                             |      |            |
| 22. | 「シャンディガフ」                                   |      |            |

| #         | タイトル                                    | 作詞  | 作曲・編曲 |
| --------- | ------------------------------------------- | ----- | ---------- |
| 1.        | 「三日月サンセット」(7月9日公演)            |       |            |
| 2.        | 「さよならはエモーション」(7月9日公演)      |       |            |
| 3.        | 「Documentary of SAKANAQUARIUM2024 "turn"」 |       |            |
| 4.        | 「初日公開記念舞台挨拶」(11月29日)          |       |            |
| 合計時間: | 合計時間:                                   | 56:02 |            |

## 評価・注目
本ツアーは、多くの音楽メディアでも取り上げられ、肯定的な評価がなされている。活動休止を終えたバンドの「復帰」を宣言するツアーであることや、本ツアーで導入されたサウンドシステムについて、多くの者が触れている。
- ROCKIN'ON JAPANの古河晋は、活動休止期間を経た山口について「一郎が自分の中の『弱さ』を受け入れたこと」が、今のバンドを成立させていると表現した[42]。
- ROCKIN'ON JAPANの小川智宏や、Real Soundの天野史彬は、豪華な演出が数多く取り入れられた内容でありながらも、演奏や歌声からバンドの肉体的な力強さが感じ取れたことを特筆している[43][44]。
- 音楽専門誌『ぴあMUSIC COMPLEX』Web記事において、布施雄一郎は、各曲目での演出について網羅的に触れた後、利益を度外視したような構成をある意味で「非効率」であると表現したが、非効率であるが故に、短期間で消費されないエンタテインメントを創造することに繋がっていると評価した[45]。
- テレビプロデューサーの佐久間宣行は、自身がパーソナリティを務めるラジオ番組『佐久間宣行のオールナイトニッポン0 (ZERO)』で、幕張メッセ公演をタレントの加藤浩次と共に観覧した事を話題に挙げた。途中までは、お互いに意識をして手を挙げるような仕草ができなかったが、最終的にはそうした気恥ずかしさも忘れるぐらいに盛り上がることができたというエピソードなども交えながら「素晴らしく、感動的でもあった」とライブの内容を高く評価した[46]。
- ファイナル公演を終えた直後に、松任谷由実が山口とのツーショット写真を公開し、活動再開を祝う言葉と共に投稿している[47]。

また、ツアーの開催を発表して以降、山口個人の動向を中心とした取材もいくつかのメディアによって行われている。うつ病を発症と闘病中の体験について、Yahoo!ニュースによる特集記事が公開されたほか、テレビ番組による取材も行われた。ツアー期間中に山口が自身の体調についての報告をSNSで行った際は、それについてを取り上げた記事もWebメディアで公開されている。

## ツアー開催に対しての脅迫行為
2025年1月16日、バンド公式サイトより、バンドが関わるライブイベントに対して、繰り返し脅迫行為が行われていたこと、およびその行為に関与した疑いのある者が逮捕されたことが発表された。
容疑者は、2024年7月13日に東京都渋谷区のLIQUIDROOMにて開催された「NF LIQUIDROOM 20th ANNIVERSARY」に対して脅迫行為を行ったとして、同年12月に逮捕・起訴されており、調べを進めていくうちに、2023年10月19日に開催されたツアー「懐かしい月は新しい月 "蜃気楼"」の初日・小樽公演や、6月に開催された本ツアーの愛知・ポートメッセなごや公演と7月に開催されたぴあアリーナMM公演の会場の問い合わせフォームに脅迫メールを送信していたことが明らかとなった。
1月16日に発表された声明の中で、バンドは今回の逮捕がライブ・コンサートなどに対する脅迫行為の抑止になることを願っていると記載している。なお、脅迫メールを送信した容疑者は、サカナクションの公式ファンクラブ「NF member」の会員であることが報道されている。